# Pohrebyszcze
Pohrebyszcze (ukr. Погреби́ще) – miasto na Ukrainie, nad Rosią, w obwodzie winnickim, siedziba władz dawnego rejonu pohrebyszczeńskiego. Obecnie znajduje się w rejonie winnickim.
Prywatne miasto szlacheckie Pehrebyszcze, położone w województwie bracławskim, w 1627 roku należało do kasztelana krakowskiego Jerzego Zbaraskiego.

## Historia
Pierwsza wzmianka o miejscowości pochodzi z XII wieku.

Pohrebyszcze – po Radziwiłłach spadły na Rzewuskich z Radziwiłłówny urodzonych. Kościół r. 1754 był fundowanym przez Radziwiłłów, Kazimierza Michała Hetmana W. ks. Litewskiego i Karola Stanisława jego syna. (...) W Pohrebyszczach zamieszkał Adam Rzewuski, kasztelan Witebski, poseł do Danii, potém senator Rossyjski, ożeniony z Rdułtowską; był ojcem licznej rodziny. Kilku nadobnych panien i 3ch synów, z których Henryk Rzewuski znany jako znakomity pisarz; drugi Adam osiągnął wyższe stopnie w służbie rosyjskiej. (...)

Należały do ks. Janusza Zbaraskiego. Na znajdującym się tu zamku należącym do Rzewuskich urodziły się siostry Ewelina, późniejsza żona Honoriusza Balzaca oraz Karolina.
W 1653 Stefan Czarniecki prowadzący swą kampanię, dokonał masakry, okrutnie zabijając większość mieszkańców.
W 1919 oddziały ukraińskie dokonały pogromu, pozbawiając życia 350-400 żydowskich mieszkańców.
W 1938 Pohrebyszcze otrzymały status osiedla typu miejskiego, a od 1984 – status miasta.
Podczas okupacji hitlerowskiej, w listopadzie 1941 roku Niemcy utworzyli getto dla żydowskich mieszkańców. Przebywało w nim około 200 osób. W czerwcu 1942 roku Niemcy zlikwidowali getto, a Żydów zamordowali poza miastem. 
Ludność w 1989 liczyła 11 705 mieszkańców.
W 2013 liczyła 9898 mieszkańców.

## Pałac
- Pałac wybudowany przed 1786 r. w stylu klasycystycznym przez Stanisława Ferdynanda Rzewuskiego na murach starego zamku Wiśniowieckich[10], pałac posiadał skrzydła i był postawiony na planie podkowy
- pałac wybudowany przed 1861 r. w stylu neogotyku angielskiego przez Adama Rzewuskiego[10], z wieżyczkami[11].

## Galeria

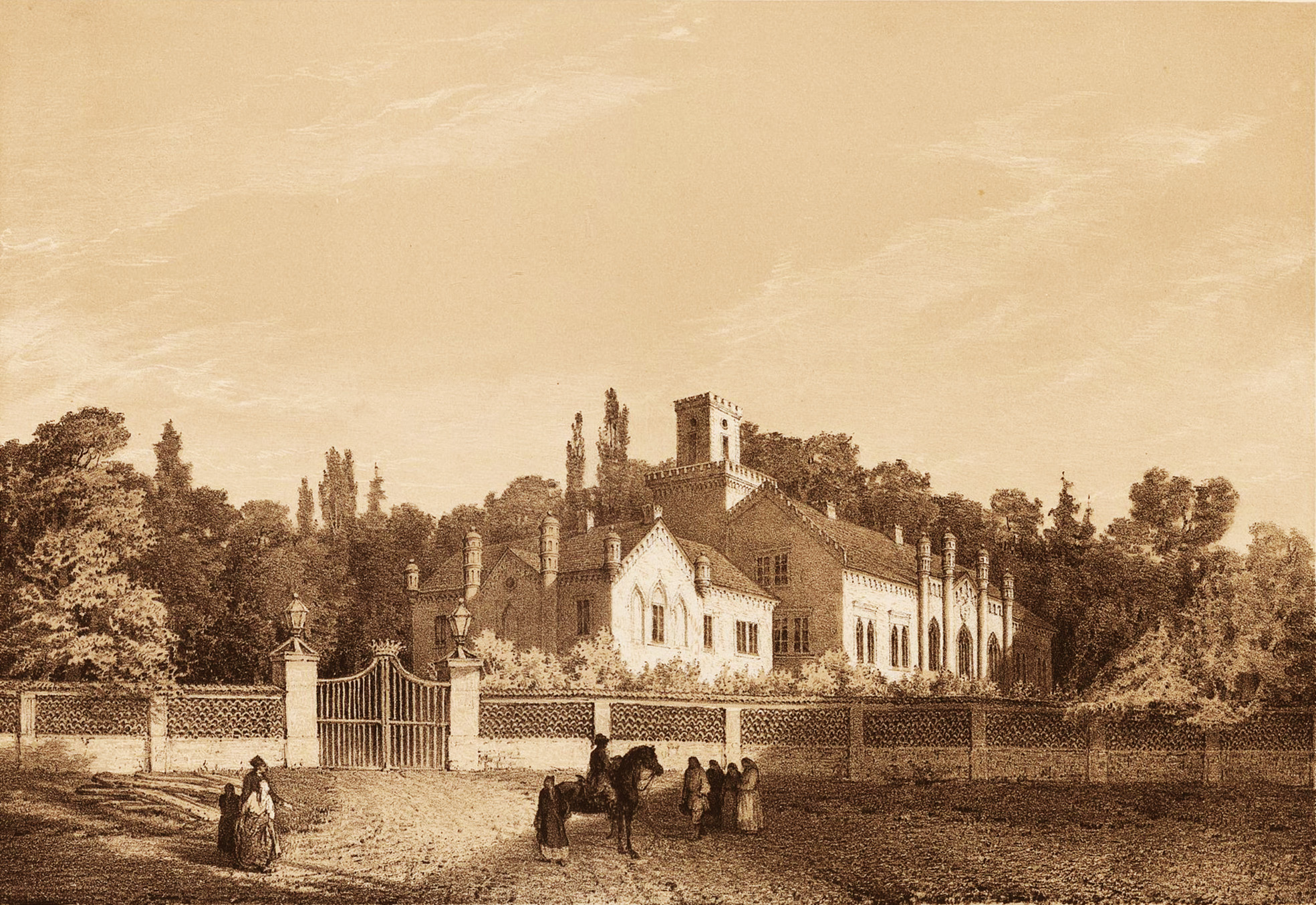
Pałac Rzewuskich wybudowany przed 1861. Akwarela N. Ordy
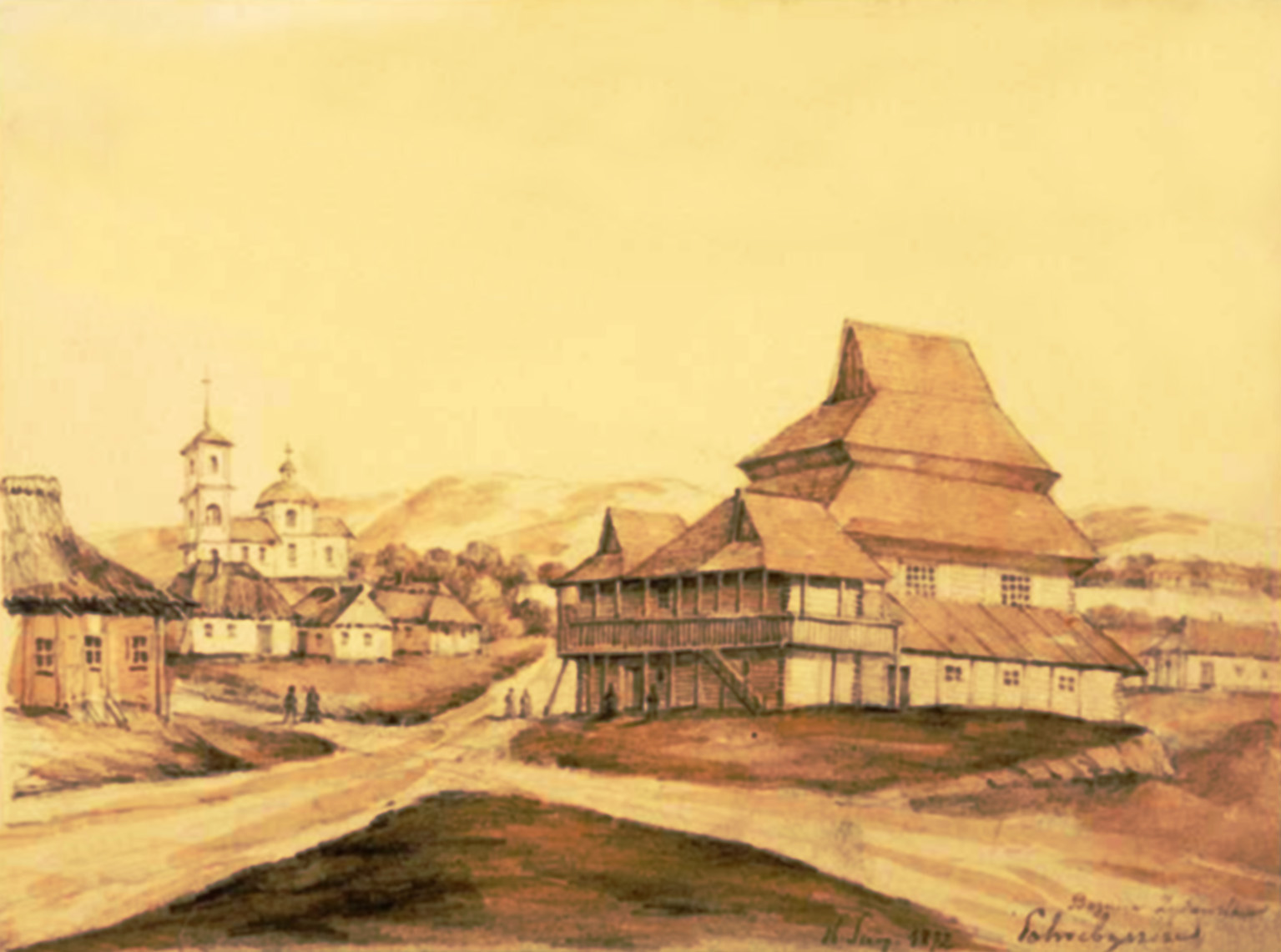
Synagoga i kościół parafialny. Rysunek N. Ordy, 1872
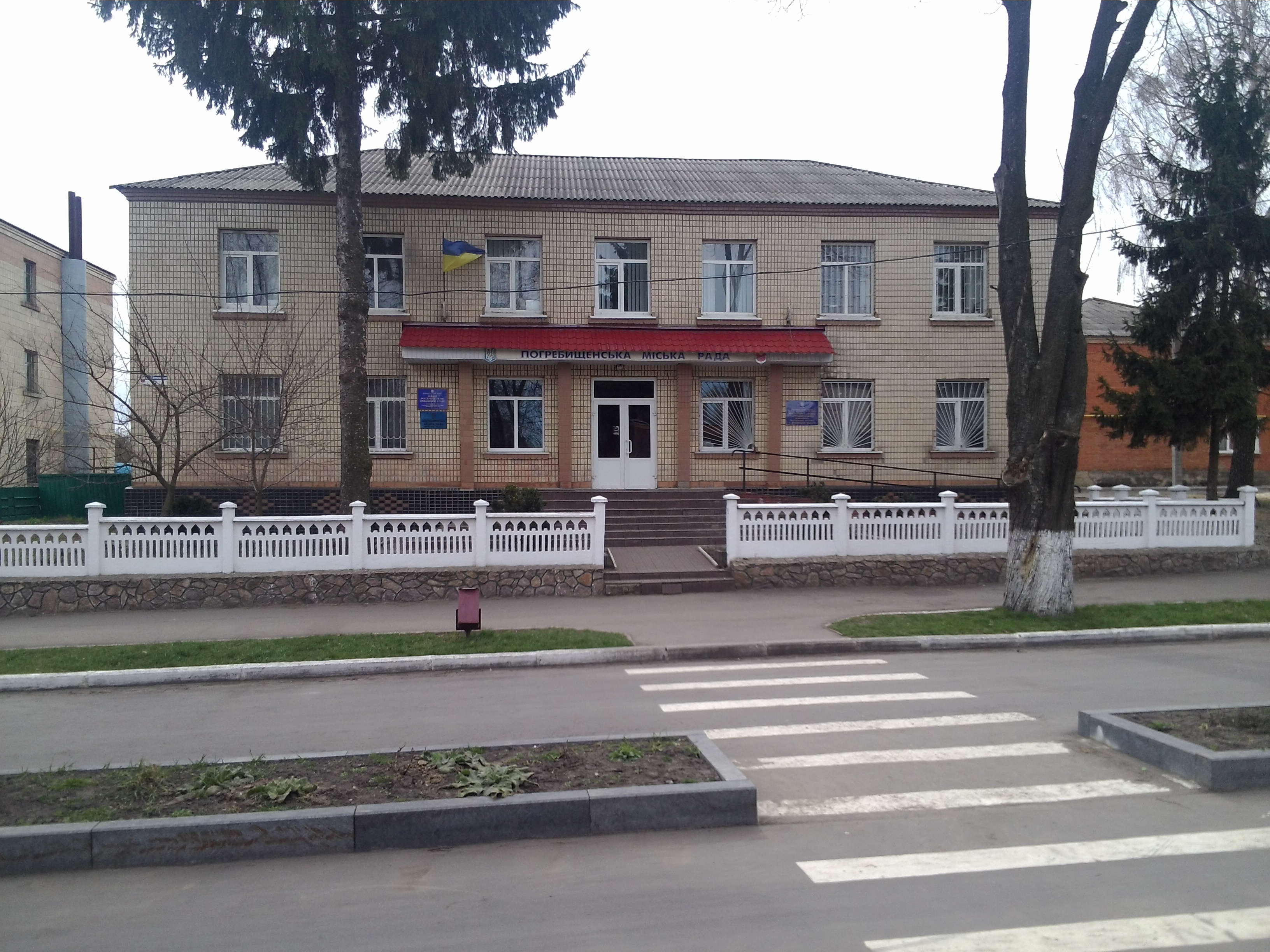
Rada miejska
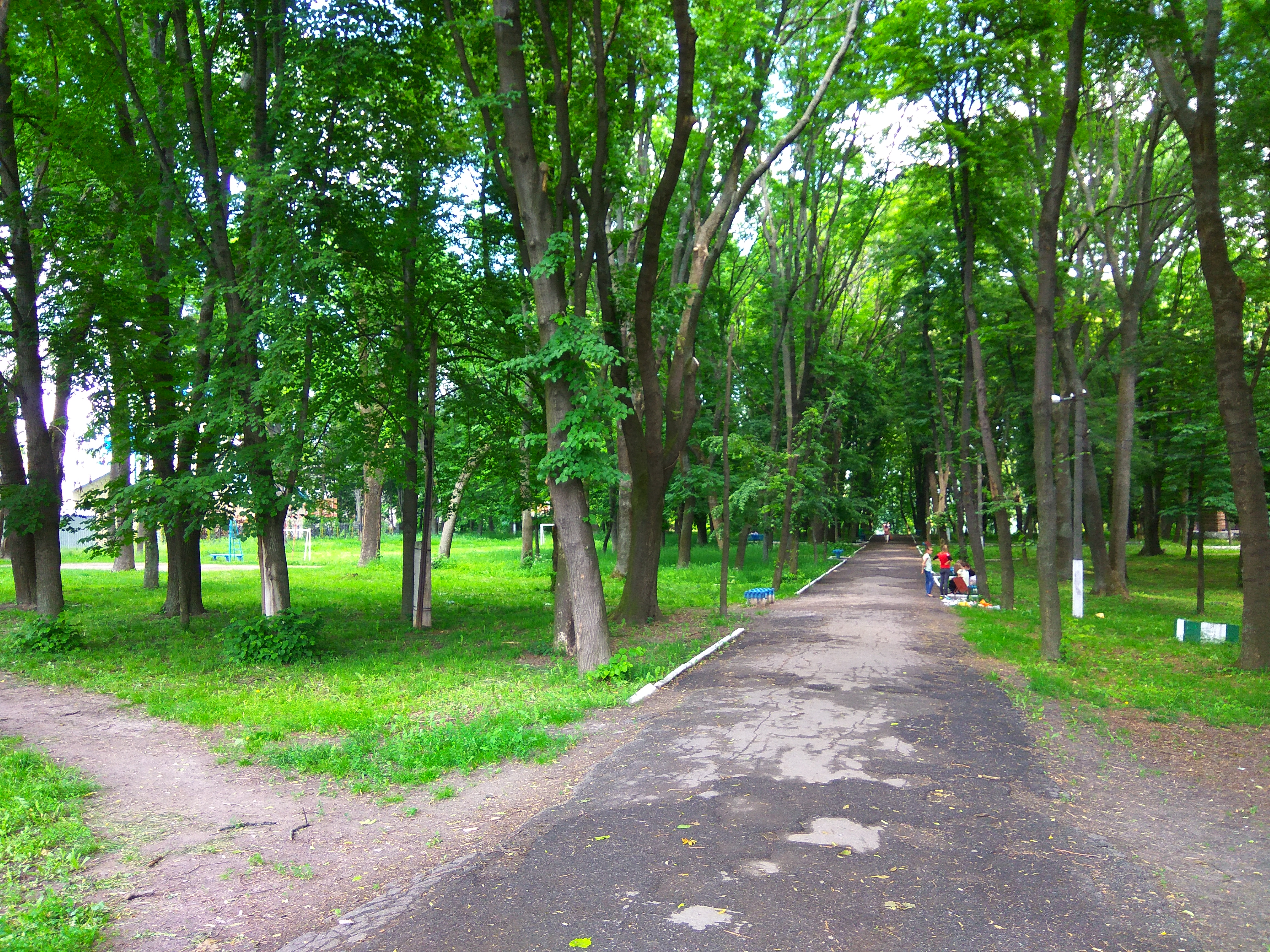
Park
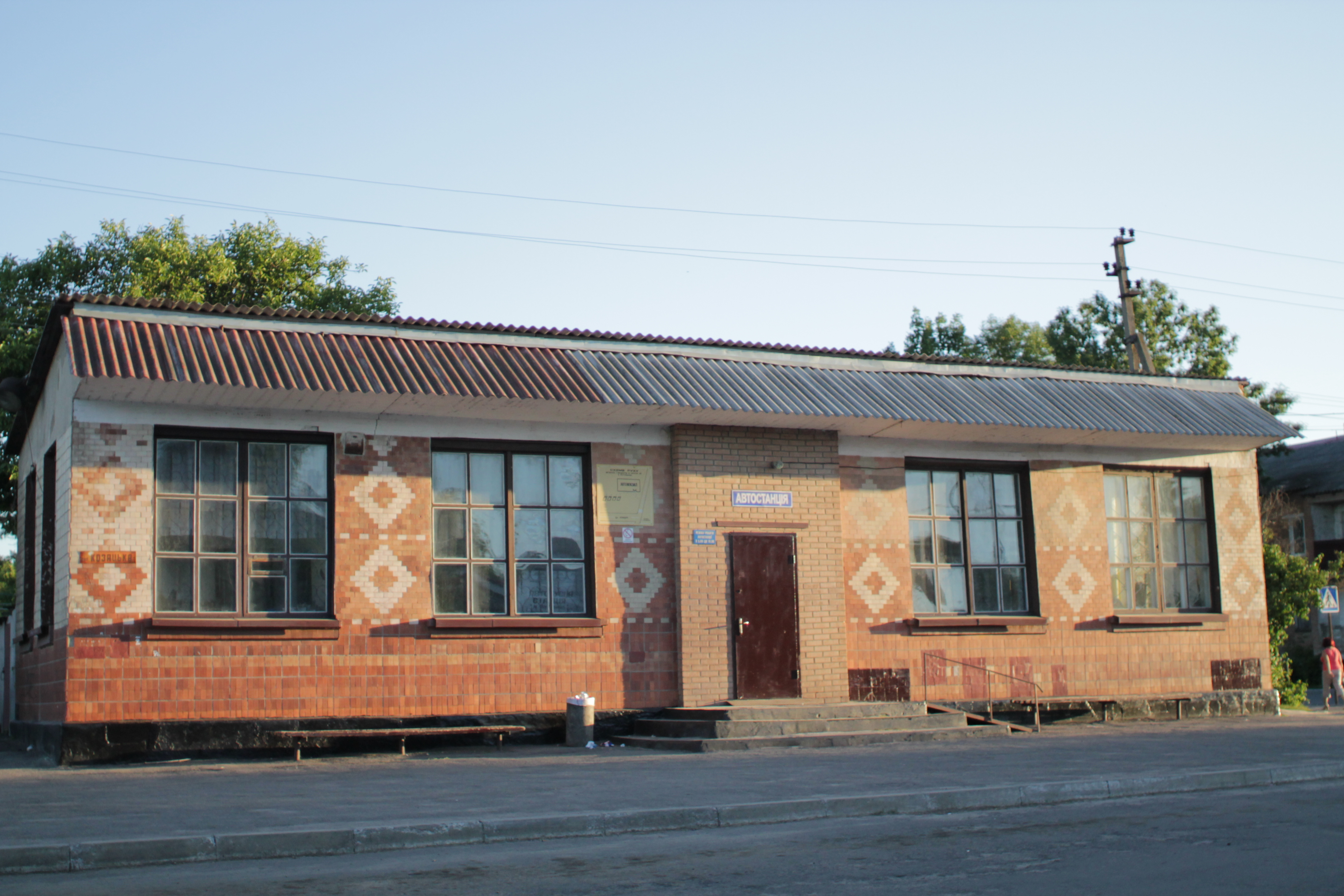
Dworzec autobusowy